# Northwest Airlines
Northwest Airlines var et amerikanske flyselskab, som i 2010, fusionerede med Delta Airlines, inden fusionen var selskabet det sjette største amerikanske flyselskab. Selskabet var traditionelt kendt for sine ruter til Asien og havde en tid markedsnavnet ”Northwest Orient”

## Historie
Selskabet blev oprettet 1. oktober 1926 som "Northwest Airways" med postfly mellem Minneapolis og Chicago og passagertrafik startet året efter. Ruter til Tokyo, Shanghai, Seoul og Manila i Asien blev oprettet i 1947.
Jetfly blev introduceret med Douglas DC-8 fly på Asien-ruterne. Efterfølgende fik selskabet også Boeing 707 og Boeing 727. På kortdistance blev Douglas DC-9 sat i drift fra 1967, og flere af disse er fortsat i tjeneste. De store Boeing 747 blev introduceret i 1970.
Efter en stærk satsning på ruter over Stillehavet begyndte Northwest i 1979 med ruter over Atlanterhavet til København og Stockholm. Dereguleringen i amerikansk luftfart i 1978 gjorde endvidere, at Northwest kunne oprette flere indenrigsruter.
23. januar 1986 voksede Northwest i omfang ved opkøbet af Republic Airlines, og antallet af ansatte steg med ét fra fra 17.000 til 33.000.
I 1991 igangsattes et samarbejde med det hollandske flyselskab KLM med ruten Minneapolis-Amsterdam. Et samarbejde. som to år senere, i 1993, blev endnu tættere. Alliancen består fortsat og er af juridisk betydning, eftersom den har dispensation fra antitrust-regler, men begge selskaber har siden 2004 sideløbende været med i den større alliance SkyTeam.
Terrorangrebet 11. september 2001 var et slag mod hele flyindustrien, og selv om Northwest ikke selv mistede fly i terrorangrebene, blev selskabet hårdt ramt af de økonomiske eftervirkninger. Trods flere sparetiltag gik Northwest d. 14. September 2005 ind i konkursbeskyttelse, for første gang i selskabets 79 år lange historie. Blandt fordelene ved konkursbeskyttelsen er, at de ansatte mister strejkeretten, selv om dette har været genstand for forholdsvis intense kampe i retsvæsenet.
Det Amerikanske Transportministerium "Department of Transportation" godkendte d. 28. October 2008 en fusion mellem Delta Air Lines (DAL/DL) og Northwest Airlines (NWA/NW). Fusionen betød at Northwest Airlines med tiden ville blive til Delta Air Lines.
D. 31. Januar 2010 var fusionen fuldendt og Northwest Airlines eksistrede officialt ikke længere.
Den sidste Northwest Airlines flyvning var Northwest Flight 9946 som var en charter-flyvning med en Airbus A-319 som fløj mellem Washington og Minneapolis. Dog var denne flyvning ikke den sidste Northwest Airlines flyvning der landede, det var derimod Northwest Flight 248 som fløj mellem Detroit Metropolitan Wayne County Airport) og Amsterdam Airport Schiphol.

## Rutenetværk
Northwest har et omfattende rutenetværk med knudepunkter i Minneapolis/Saint Paul, Detroit og Memphis. Flere internationale ruter går også til Narita lufthavnen ved Tokyo og Schiphol i Amsterdam. Nogle mindre lufthavne, men stadig med mange Northwest ruter er Milwaukee og Indianapolis.
Ud over hovedflyselskabet har Northwest kontrakter med flere andre selskaber, som tilbyder afgange på mindre trafikerede ruter som "Northwest Airlink". Ligeledes har hovedselskabet flere ruter til mindre byer, noget som muliggøres af, at man har mange forholdsvis små DC-9 fly.
Netværket for hovedselskabet omfatter 45 amerikanske stater, dvs. alle bortset fra Delaware, Kansas, South Carolina, Vermont og West Virginia. Northwest Airlink har ruter til de fire sidstnævnte stater.

## Flyflåde
Northwest har én af de amerikanske flyselskabers ældste flyflåder med en gennemsnitsalder på 18,3 år. Tildels skyldes denne høje gennemsnitsalder, at Northwest stadig opererer med over 100 McDonnell Douglas DC-9 fly, en flytype som de fleste andre flyselskaber for længst har erstattet. Disse fly er imidlertid i færd med at blive udrangeret, da de nærmer sig deres maksimale levealder. Besiddelsen af disse fly har ellers gjort det muligt for Northwest at eje egne fly, omend selskabet har betalt med forholdsvis store driftsomkostninger.
På kort- og mellemdistance har Northwest flere Airbus A319 og Airbus A320 fly og Boeing 757 på de lidt længere ruter.
På interkontinentale flyvninger har Northwest en anden gammel klassiker, McDonnell Douglas DC-10 men den er ligeledes i færd med at blive taget ud af tjeneste. Northwests sidste DC-10 flyvning over Atlanterhavet fandt sted 28. oktober 2006, og flytypen servicerer nu kun ruterne til Hawaii, hvor den vil vedblive med at flyve frem til 7. januar 2007. Arvtageren er Airbus A330, som har mere moderne underholdningssystemer og langt lavere brændstofforbrug. A330 venter stadig på den fulde levering fra Airbus, men i november 2006 har Northwest 22 Airbus fly; 12 af den større A330-300 og 10 af den forkortede A330-200 serie. Northwest har planer om at udstyre en del af Boeing 757 maskinerne med wingleter for derved at forbedre rækkevidden og sætte dem ind på mindre befærdede ruter over Atlanterhavet i lighed med Continental Airlines. Blandt andet planlægges en ny rute mellem Amsterdam og Hartford/Springfield. På ruter over Stillehavet til Asien har Northwest også 19 Boeing 747 fly. Northwest har også bestilt yderligere Boeing 787 fly.